# ان‌جی‌سی ۴۸۴
ان‌جی‌سی ۴۸۴ (انگلیسی: NGC 484) یک کهکشان بیضی شکل در صورت فلکی توکان است.  تقریباً ۲۱۸ میلیون سال نوری از زمین فاصله دارد و در ۲۸ اکتبر ۱۸۳۴ توسط اخترشناس جان هرشل کشف شد.